# 3e Legergroep (Japan)
De Derde Legergroep (Japans: 第3方面軍,  daisanhōmengun) was een legergroep van het Japanse Keizerlijke Leger. Deze legergroep werd opgericht op 29 oktober 1943 en werd ingezet in Mantsjoerije als onderdeel van het Kanto-leger.
De legergroep vocht tegen het Rode Leger tijdens Operatie Augustusstorm.
Bij zijn overgave in augustus 1945 bevond de legergroep zich in de omgeving van de Chinese stad Mukden.

## Overzicht
- Oprichting: 29 oktober 1943
- Operatiegebied: Mantsjoerije
- Onderdeel van het Kanto-leger

## Commandanten
- 29 oktober 1943– 25 augustus 1944: generaal Okabe Naosaburo
- 25 augustus 1944– einde van de oorlog: generaal Jun Oshiroku

## Stafchefs
- 29 oktober 1943– 26 oktober 1944: luitenant-generaal Hiroshi Watanabe
- 26 oktober 1944– 23 maart 1945: luitenant-generaal Masao Yanao
- 23 maart 1945– einde van de oorlog: generaal-majoor Ichiba Otsubo

## Structuur van de legergroep aan het einde van de oorlog
- 30e Leger
  - 39e divisie
  - 125e divisie
  - 138e divisie
  - 145e divisie
- 44e Leger
  - 63e divisie
  - 107e divisie
  - 117e divisie
  - 9e zelfstandige Pantserbrigade
- 108e divisie
- 136e divisie
- 79e Zelfstandig gemengde brigade
- 130e Zelfstandig gemengde brigade
- 134e Zelfstandig gemengde brigade
- 1e zelfstandige Pantserbrigade